# Anna Katharina Kränzlein
Anna Katharina Kränzlein, también conocida como Anna Katharina (Fürstenfeldbruck, 7 de noviembre de 1980) es una violinista alemana, reconocida por su variada y veloz técnica. Es el miembro fundador más joven de la banda de folk metal Schandmaul.

## Carrera
Kränzlein creció en Puchheim, cerca de Múnich, iniciándose en la música a los cinco años, cuando aprendió a tocar la flauta dulce de manera autodidacta. En los siguientes diez años, amplió su repertorio con la flauta travesera, ganando los premios bávaros estatales de Jugend musiziert en dos ocasiones.
A los ocho años recibió su primera clase de violín de parte de Simone Burger-Michielsen, quien encendió el amor de Kränzlein por la música clásica. Desde los doce años en adelante tocó con la recién fundada Orquesta de Cámara Juvenil de Puchheim y fue concertista con Peter Michielsen desde 1997, quien también fue su maestro de violín durante varios años. Las giras de conciertos con esta orquesta la llevaron a Hungría, Italia, Dinamarca, Bélgica, los Países Bajos y Japón. Más tarde tocó el violín y la viola con la Orquesta Juvenil del Estado de Baviera. A los 14 años también aprendió a tocar el piano porque este es el requisito para estudiar violín en escuelas de música en Alemania. Su maestra fue la madre del guitarrista de Schandmaul, Martin Duckstein.
En la primavera de 1998, su banda Schandmaul se reuniría por primera vez. Originalmente, el proyecto solo había sido planeado para un solo concierto, pero la gran experiencia durante su actuación en Gröbenzell hizo que el proyecto continuara. Sus grabaciones vendieron más de 300,000 copias. El álbum Anderswelt alcanzó la posición No. 8 en las listas de éxitos alemanas y sus giras vieron lugares agotados en Alemania, Suiza, Austria y los estados del Benelux.
Kränzlein empezó a tocar la zanfona en 2000 cuando conoció al fabricante Karl Riedl y construyó un instrumento con él para su curso especializado en música en la escuela. Desde el segundo álbum de Schandmaul, ella toca la zanfona con la banda. En 2007 publicó Neuland, el primer álbum de una carrera en solitario que venía planeando con anterioridad. Cuenta con una mezcla de cinco piezas clásicas y cuatro composiciones propias que fueron grabadas con violín, viola y también zanfona. Otras dos pistas fueron su debut como cantante clásica. Los músicos invitados incluyen al bajista Matthias Richter (Schandmaul, Weto) y al baterista Curt Cress (Tina Turner, Queen, Falco). Anna Kränzlein salió de gira con Letzte Instanz en febrero de 2008 y también actúa en solitario bajo el nombre de Anna Katharina.
En octubre de 2009, Kränzlein publicó su segundo álbum solista, llamado Saitensprung a través de Fame Recordings. Su tercer álbum de estudio, Dreiklang, fue lanzado en octubre de 2012.

## Discografía

### Solista
- Neuland, Fame Recordings, Edel (2007)
- Saitensprung, Fame Recordings, Edel (2009)
- Dreiklang, Fame Recordings, Sony (2012)